# Bigarello
Bigarello là một đô thị tại tỉnh Mantova trong vùng Lombardia của Italia, có vị trí cách khoảng 140 km về phía đông của Milano và khoảng 8 km về phía đông của Mantova. Tại thời điểm ngày 31 tháng 12 năm 2004, đô thị này có dân số 1.850 người và diện tích là 27 km².
Đô thị Bigarello có các frazioni (các đơn vị trực thuộc, chủ yếu là các làng) Bazza, Gazzo, Bigarello, và Stradella (Sede Municipale).
Bigarello giáp các đô thị: Castel d'Ario, Castelbelforte, Roncoferraro, San Giorgio di Mantova, Sorgà.